# ÖFB-Cup 1959-1960
La ÖFB-Cup 1959-1960 è stata la 26ª edizione della coppa nazionale di calcio austriaca.

## Ottavi di finale
| Squadra 1            | Risultato   | Squadra 2            |
| -------------------- | ----------- | -------------------- |
| 3 maggio 1960        |             |                      |
| Rapid Vienna         | 2 - 1       | Admira Vienna        |
| 4 maggio 1960        |             |                      |
| Austria Vienna       | 1 - 0       | ASK Ternitz          |
| Dornbirn             | 1 - 3       | LASK                 |
| Wien                 | 2 - 2 (dts) | Stickstoffwerke Linz |
| First Vienna         | 4 - 0       | WSG Radenthein       |
| VSE St. Pölten       | 2 - 1       | Wr. Neustädter       |
| Wacker               | 1 - 1 (dts) | Wiener AC            |
| Innsbrucker SK       | 4 - 3       | Austria Salisburgo   |
| 18 maggio 1960       |             |                      |
| Stickstoffwerke Linz | 6 - 2       | Wien                 |
| 26 maggio 1960       |             |                      |
| Wiener AC            | 2 - 0       | Wacker Wien          |

## Quarti di finale
| Squadra 1      | Risultato | Squadra 2            |
| -------------- | --------- | -------------------- |
| 26 maggio 1960 |           |                      |
| Austria Vienna | 8 - 3     | VSE St. Pölten       |
| LASK           | 4 - 5     | Stickstoffwerke Linz |
| 1º giugno 1960 |           |                      |
| Wiener AC      | 1 - 2     | Rapid Vienna         |
| Innsbrucker SK | 2 - 5     | First Vienna         |

## Semifinale
| Squadra 1      | Risultato | Squadra 2            |
| -------------- | --------- | -------------------- |
| 15 giugno 1960 |           |                      |
| Rapid Vienna   | 4 - 3     | Stickstoffwerke Linz |
| 16 giugno 1960 |           |                      |
| Austria Vienna | 3 - 0     | First Vienna         |

## Finale
| Squadra 1      | Risultato | Squadra 2    |
| -------------- | --------- | ------------ |
| 25 giugno 1960 |           |              |
| Austria Vienna | 4 - 2     | Rapid Vienna |